# 張果

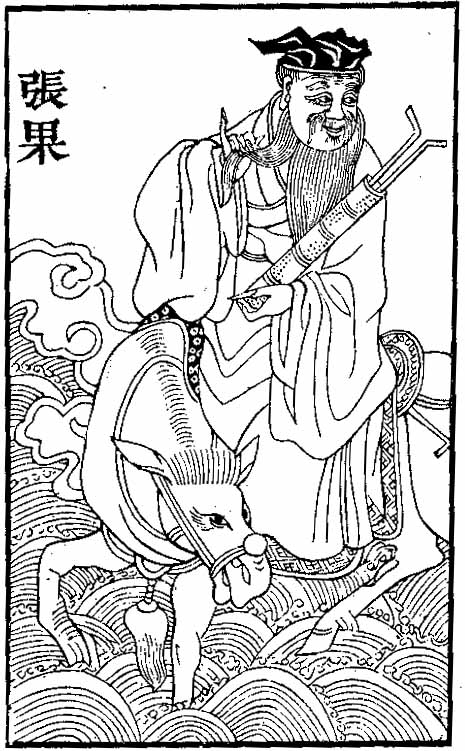
張果

張 果（ちょう か、？～742年）は、中国の代表的な仙人である八仙の一人。敬称を込めて、「張果老」と呼ばれる。唐の玄宗時期に宮廷に招かれ、様々な方術を見せた。天宝年間に尸解（死んで肉体から解脱し、仙人になる）したといわれる。正史にも名を連ね、多くの伝承を残している。

## 伝承
恒州の条山にこもり、近隣には数百歳と自称していた。白い驢馬に乗り、一日に数千里を移動した。休むときに驢馬を紙のように折り畳んで箱にしまい、乗る時には水を吹きかけて驢馬に変えたという。
則天武后に招かれて山を降りた時に死に、死体は腐敗してしまった。しかし後日、生き返っているところを発見された。開元22年（734年）、玄宗は通事舎人・裴晤を使わして張果を迎えようとしたが、また死んでしまった。裴晤が死体に向かって玄宗の意を伝えると、死んでいた張果は息を吹き返した。玄宗は改めて中書舎人・徐嶠を送り、張果は朝廷に出仕することになった。
張果は、玄宗に老いていることを問われ、白髪を抜き、歯をたたき割った。すぐに黒髪、白い歯が生えてきたという。また、玄宗が妹の玉真公主を自分に嫁がせようとしているのを予言したこと、酒樽を童子に変えたことなどさまざまな法術を行った。食事は酒と丸薬だけしかとらず、法術について問われると、いつもでたらめな回答をしたと言われる。師夜光や邢和璞という法術を行うものたちにも、正体を見定めることはできなかった。
玄宗は高力士に相談し、本当の仙人か見定めるため、張果に毒酒を飲ませた。張果は「うまい酒ではない」といい、毒で焦げた歯をたたき落とし、膏薬を歯茎に貼って眠った。目を覚ました時には歯は生えそろっていたという。そのため、玄宗は真の仙人と認め、銀青光禄大夫と通玄先生の号を与えた。

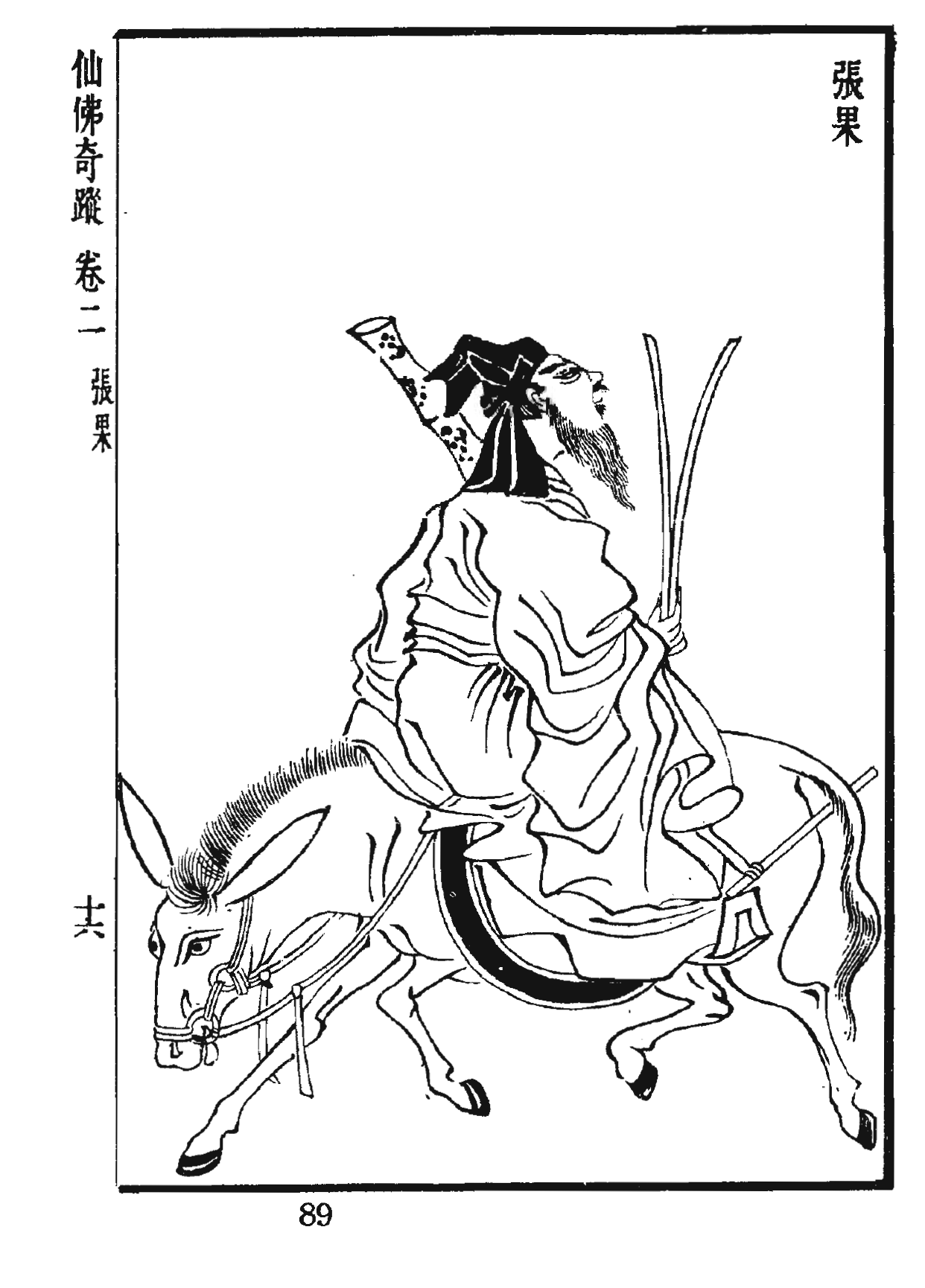
張果

玄宗は道士の葉法善に張果の正体を問うた。葉法善は「正体を話すと、言った瞬間に殺されるので、その後で張果に命乞いを行って欲しい」と約束をとりつけた上で、張果の正体が渾沌が生まれた時に現れた白蝙蝠の精であると話した。言い終わると、葉法善は体中の穴から血を流して死んだ。玄宗は張果に冠を脱ぎ、裸足になって命乞いをした。張果が葉法善の顔に水を吹きかけるとすぐに蘇生したという。
張果は恒州に帰ることを願ったため、詔により許された。天宝元年（742年）、玄宗は再び召し出したが、張果は急死してしまった。葬儀の後、棺桶を開くと死体は消えており、尸解仙になったと噂された。玄宗はこれを機に神仙を信じるようになったと言われる。
著作に、開元22年に献上した『丹砂訣』及び『陰符経太無伝』『陰符経弁命論』『氣訣』『神仙得道霊薬経』『罔象成名図』が伝えられる。
隋唐演義に登場し、八仙の一人として東遊記にも登場している。
また、同時代の道士・羅公遠との術比べでは、及ばなかったという説話も伝わっている。

## 伝記資料
- 『旧唐書』巻百九十一 列伝第百四十一「方伎・張果伝」
- 『新唐書』巻二百四 列伝第百二十九 「方技・張果伝」
- 『資治通鑑』
- 張読『宣室志』